# Frank Silva
 (mars 2017).
Si vous disposez d'ouvrages ou d'articles de référence ou si vous connaissez des sites web de qualité traitant du thème abordé ici, merci de compléter l'article en donnant les références utiles à sa vérifiabilité et en les liant à la section « Notes et références ».
Frank A. Silva, né le 31 octobre 1950 à Sacramento et mort le 13 septembre 1995 à Seattle, est un décorateur, éclairagiste et acteur occasionnel américain, principalement connu pour avoir travaillé avec David Lynch sur la série télévisée Twin Peaks.

## Biographie
D'origine amérindienne, Frank Silva passe un diplôme de scénographie lumière à l'université d'État de San Francisco avant de travailler en tant que décorateur et accessoiriste sur plusieurs films, notamment Dune et Sailor et Lula de David Lynch.
Silva a également participé à la série Twin Peaks de Lynch. En 2007, lors de la sortie de l'édition Gold du coffret de la série, Lynch explique qu'il le regardait travailler sur le tournage de l'épisode pilote lorsqu'il a réalisé que Silva aurait sa place dans la série et lui a demandé s'il était acteur. Plus tard pendant le tournage, Silva apparaît accidentellement dans le reflet d'un miroir, donnant naissance au personnage de Killer Bob de la série et du film de 1992 Twin Peaks: Fire Walk with Me.
Frank Silva figure dans le clip de la chanson d'Anthrax Only.
Il meurt le 13 septembre 1995, à la suite de complications liées au sida.

## Filmographie

### À la télévision
- 1990 et 1991 : Twin Peaks, Saisons 1 et 2[3] (Bob)
- 2017 : Twin Peaks : The Return (saison 3) (Bob, images d’archives)

### Au cinéma
- 1992 : Twin Peaks: Fire Walk with Me (Bob)

### Clips vidéo
- 1993 : Only du groupe Anthrax (l'homme qui tient le miroir)